# Unión de Escritores de Azerbaiyán
La Unión de Escritores de Azerbaiyán (en azerí: Azərbaycan Yazıçılar Birliyi) es la mayor organización pública de escritores, poetas y publicistas de Azerbaiyán.

## Historia de la unión
La Unión de Escritores de Azerbaiyán fue establecida el 13 de junio de 1934 en Bakú. La unión consta de más de 1500 miembros. Actualmente la unión tiene las oficinas regionales en Ganyá, Lankaran, Mingachevir, Şəki, Sumqayit, Quba, Qazax y las oficinas de representación en Moscú, Georgia, Derbent y Estambul. La Unión de Escritores de Azerbaiyán es la organización multiétnica, que los miembros escriben en azerí, ruso, idioma lezgiano, idioma talish, idioma tati y otras lenguas.
Actualmente el presidente de la Unión de Escritores de Azerbaiyán es Anar Rzayev y el secretario, Chingiz Abdullayev.

## Presidentes de la unión
- Mammadkazim Alakbarli (1934-1936)
- Seyfulla Shamilov (1936-1938)
- Rasul Rza (1938-1939)
- Suleyman Rahimov (1939-1940)
- Samad Vurgun (1941-1944)
- Suleyman Rahimov (1944-1945)
- Samad Vurgun (1945-1948)
- Mirza Ibrahimov (1948-1954)
- Mehdi Huseyn (1958-1965)
- Mirza Ibrahimov (1965-1975)
- Imran Gasimov (1975-1981)
- Mirza Ibrahimov (1981-1986)
- Ismayil Shikhli (1986-1987)
- Anar Rzayev (1987-actualidad)